# Agrostis goughensis
Agrostis goughensis är en gräsart som beskrevs av Charles Edward Hubbard. Agrostis goughensis ingår i släktet ven, och familjen gräs. IUCN kategoriserar arten globalt som otillräckligt studerad. Inga underarter finns listade i Catalogue of Life.